# Emeljanovianus medius
Emeljanovianus medius är en insektsart som beskrevs av Étienne Mulsant och Claudius Rey 1855. Emeljanovianus medius ingår i släktet Emeljanovianus och familjen dvärgstritar. Inga underarter finns listade i Catalogue of Life.